# CSKA Duszanbe
CSKA Duszanbe (tadż. Клуби футболи ЦСКА Душанбе) – tadżycki klub piłkarski, mający siedzibę w stolicy kraju, Duszanbe.

## Historia
Chronologia nazw:
- 1947–1949: ODO Stalinabad (ros. ОДО Сталинабад)
- 1950–1952: DO Stalinabad (ros. ДО Сталинабад)
- 1954–1961: DSA Stalinabad (ros. ДСА Сталинабад)
- 1961–1963: DSA Duszanbe (ros. ДСА Душанбе)
- 1963–1965: Zwiezda Duszanbe (ros. «Звезда» Душанбе)
- 1995–1996: SKA Duszanbe (Kumsangir) (ros. СКА Душанбе (Кумсангир))
- 2004–2007: CSKA Duszanbe (ros. ЦСКА Душанбе)

Piłkarski klub ODO (Okręgowy Dom Oficerów) został założony w miejscowości Stalinabad w 1947 roku. W 1950 i 1951 jako DO startował w rozgrywkach Pucharu ZSRR. W 1954 zmienił nazwę na DSA (Dom Sowieckoj Armii). W latach 1963–1965 znany pod nazwą Zwiezda Duszanbe. Do połowy lat 60. XX wieku występował w rozgrywkach mistrzostw i Pucharu Tadżyckiej SRR. Potem jako SKA (Sportowy Klub Armii) reprezentował wojsko w turniejach lokalnych.
W 1995 debiutował w rozgrywkach Wyższej Ligi Tadżykistanu. W pierwszych dwóch sezonach zajmował końcowe 11. miejsce w tabeli. Siedziba klubu mieściła się w Duszanbe, a mecze piłkarskie rozgrywał w Kumsangirze. Na początku 1996 klub Pamir Duszanbe był w stanie rozwiązania. Wtedy na pomoc przyszło Ministerstwo Obrony Narodowej Tadżykistanu. Po fuzji z Pamirem w 1997 klub nazywał się SKA PWO Pomir Duszanbe, a od 1999 występował pod nazwą SKA Pomir Duszanbe. Jednak on już kontynuował historię Pamiru. 
W 2004 wojskowy klub został reaktywowany jako CSKA Duszanbe i ponownie startował w Wyższej Lidze Tadżykistanu. Na początku 2007 klub znów przyszedł na pomoc Pomirowi - po połączeniu z zespołem SKA Pomir Duszanbe zmienił nazwę na CSKA Pomir Duszanbe, a CSKA przestał istnieć.

## Sukcesy

### Trofea międzynarodowe
Nie uczestniczył w rozgrywkach azjatyckich (stan na 31-12-2015).

### Trofea krajowe
Tadżykistan
| \| \| Zdobyte trofea w rozgrywkach Tadżykistanu (stan na: 31-12-2015) \| |                                                                 |      |          |
| Rozgrywki                                                                | Osiągnięcie                                                     | Razy | Sezon(y) |
| Mistrzostwo                                                              | I miejsce                                                       | 0    |          |
| Mistrzostwo                                                              | II miejsce                                                      | 0    |          |
| Mistrzostwo                                                              | III miejsce                                                     | 0    |          |
| Mistrzostwo                                                              | 4. miejsce                                                      | 1    | 2005     |
| Puchar                                                                   | zdobywca                                                        | 0    |          |
| Puchar                                                                   | finalista                                                       | 0    |          |
| Puchar                                                                   | półfinalista                                                    | 1    | 2005     |
| II liga                                                                  | I miejsce                                                       | 0    |          |
| II liga                                                                  | II miejsce                                                      | 0    |          |
| II liga                                                                  | III miejsce                                                     | 0    |          |
| Tadżykistan                                                              | Zdobyte trofea w rozgrywkach Tadżykistanu (stan na: 31-12-2015) |      |          |

ZSRR
| \| \| Zdobyte trofea w rozgrywkach Związku Radzieckiego (stan na: 31-12-1991) \| |                                                                         |      |          |
| Rozgrywki                                                                        | Osiągnięcie                                                             | Razy | Sezon(y) |
| Mistrzostwo                                                                      | I miejsce                                                               | 0    |          |
| Mistrzostwo                                                                      | II miejsce                                                              | 0    |          |
| Mistrzostwo                                                                      | III miejsce                                                             | 0    |          |
| Puchar                                                                           | zdobywca                                                                | 0    |          |
| Puchar                                                                           | finalista                                                               | 0    |          |
| Puchar                                                                           | 1/32 finalista                                                          | 1    | 1950     |
| II liga                                                                          | I miejsce                                                               | 0    |          |
| II liga                                                                          | II miejsce                                                              | 0    |          |
| II liga                                                                          | III miejsce                                                             | 0    |          |
|                                                                                  | Zdobyte trofea w rozgrywkach Związku Radzieckiego (stan na: 31-12-1991) |      |          |

- Mistrzostwo Tadżyckiej SRR:
  - mistrz (3x): 1963, 1964, 1965
- Puchar Tadżyckiej SRR:
  - zdobywca (2x): 1951, 1963

## Stadion
Klub rozgrywał swoje mecze domowe na stadionie CSKA Ministerstwa Obrony (były Politechnikum) w Duszanbe, który może pomieścić 7 000 widzów. Wcześniej występował na Centralnym stadionie republikańskim (były stadion im. Frunze, Pamir) w Duszanbe, który mógł pomieścić 21 400 widzów.

## Piłkarze
Znani piłkarze:
| - Pirmurad Burhonow - Mirzobok Mirzojew - Bahodur Szaripow | - Daler Szaripow - Farhod Wosijew |

## Inne
| - Barki Todżik Duszanbe (Energetik) - BDA Duszanbe - Bofanda Duszanbe - CSKA Pomir Duszanbe - Dinamo Duszanbe - Gwardia Duszanbe - Hima Duszanbe - Irrigator Duszanbe - Istiklol Duszanbe | - Lokomotiw Duszanbe - Orijono Duszanbe - Poisk Duszanbe - RTSU Duszanbe - Sitora Duszanbe - Sohibkor Duszanbe - Todżiron Duszanbe - Umed Duszanbe - Warzob Duszanbe |